# Prinia
Prinia (Nederlands: prinia's) is een geslacht van zangvogels uit de familie Cisticolidae.

## Soorten
Het geslacht kent de volgende soorten:
- Prinia atrogularis  – Zwartkeelprinia
- Prinia bairdii  – Zebraprinia
  - P. b. melanops  – Zwartkopprinia
- Prinia buchanani  – Roodkapprinia
- Prinia cinereocapilla  – Grijskopprinia
- Prinia cooki  – Birmese prinia
- Prinia crinigera  – Bergprinia
- Prinia erythroptera  – Roodvleugelprinia
- Prinia familiaris  – Javaanse prinia
- Prinia flavicans  – Zwartborstprinia
- Prinia flaviventris  – Geelbuikprinia
- Prinia fluviatilis  – Rivierprinia
- Prinia gracilis  – Westelijke gestreepte prinia
- Prinia hodgsonii  – Grijsborstprinia
- Prinia hypoxantha  – Drakensbergprinia
- Prinia inornata  – Witteugelprinia
- Prinia khasiana  –  Roestkruinprinia
- Prinia lepida  – Oostelijke gestreepte prinia
- Prinia maculosa  – Karooprinia
- Prinia molleri  – Sãotoméprinia
- Prinia polychroa  – Deignans prinia
- Prinia rocki  – Annamprinia
- Prinia rufescens  – Roestprinia
- Prinia rufifrons  – Roodmaskerprinia
- Prinia socialis  – Grijze prinia
- Prinia somalica  – Bleke prinia
- Prinia striata  – Swinhoes prinia
- Prinia subflava  – Roestflankprinia
- Prinia superciliaris  – Witborstprinia
- Prinia sylvatica  – Jungleprinia